# Antonella Mularoni
Antonella Mularoni (ur. 1961) – sanmaryńska polityk, Sekretarz Stanu do spraw Politycznych i Zagranicznych od 4 grudnia 2008 do 5 grudnia 2012, kapitan regent od 1 kwietnia 2013 do 1 października 2013.

## Życiorys
Antonella Mularoni posiada wykształcenie prawnicze. Jest członkinią Sojuszu Powszechnego (AP, Alleanza Popolare). W latach 1986–1987 była sekretarzem ministra finansów. Od 1987 do 1990 pełniła funkcję dyrektora Biura ds. stosunków z obywatelami San Marino żyjącymi zagranicą. W latach 1989–1990 była również zastępcą stałego przedstawiciela San Marino w Radzie Europy.
W latach 1991–2001 pracowała jako adwokat oraz notariusz. Od 1993 do 2001 wchodziła w skład Rady Wielkiej Generalnej (parlament). Zasiadała w niej specjalnej komisji, odpowiedzialnej za opracowanie nowego kodeksu postępowania karnego. Od 1 listopada 2001 do 1 października 2008 wchodziła w skład Europejskiego Trybunału Praw Człowieka. W listopadzie 2008 ponownie uzyskała mandat w parlamencie.
Po wygranej centroprawicowej koalicji Pakt dla San Marino w wyborach parlamentarnych z 9 listopada 2008, Antonella Mularoni została 24 listopada 2008 mianowana sekretarzem stanu ds. politycznych i zagranicznych, telekomunikacji i transportu. 4 grudnia 2008 nowy gabinet, głosami 34 za do 24 przeciw został zatwierdzony przez parlament i zaprzysiężony.
1 kwietnia 2013 została nowym Kapitanem regentem San Marino wspólnie z Denisem Amici. Swą funkcję sprawowała do 1 października.